# Asier Alcedo
Asier Alcedo Cano (Portugalete, Vizcaya, 1996) es un versolari y profesor de versos vascos.

## Biografía
Nacido en Portugalete en 1996. Estudió en Asti Leku Ikastola. Posteriormente hizo los estudios de técnico superior en paisajismo y medio rural. Desde pequeño se formó en danzas vascas y música vasca. Es miembro de la asociación cultural Berriztasuna Taldea de Portugalete desde pequeño como dantzari. 
Se formó como versolari en distintas escuelas de Vizcaya. Es miembro de la asociación de versolaris Bertsozale Elkartea. Como versolari ha participado en varios campeonatos, como el campeonato escolar de versolaris de Vizcaya, el campeonato Enkarterri-Ezkerraldea, el Campeonato de Jóvenes Versolaris de Osinalde, el Campeonato Argi Baltza, el Campeonato de BBK y el Campeonato de Vizcaya de Versolaris (2018, 2021, 2022 y 2023). Además de su labor como versolari también es profesor de versolarismo en Asti Leku Ikastola.
En el año 2022 Alcedo fue seleccionado como autor del himno por el 700 centenario de Portugalete con el himno de la romería «Kantatu Fuerte Portugalete» (canta fuerte, Portugalete, en español). Alcedo también colabora en el ámbito cultural, entre otros en proyectos de rehabilitación y renovación de edificios y locales culturales.
Aparte de las danzas vascas y el versolarismo, como músico Alcedo toca pandero, txistu, trikitixa eta alboka. 

## Campeonatos disputados
- Campeonato escolar de versolaris de Vizcaya (Guernica-Luno, 2014)[8][9]
- Campeonato de Vizcaya de Versolaris (Berriatúa, 2018)[10][11]
- Campeonato de Vizcaya de Versolaris (Ortuella, 2021)[12]
- Campeonato de Jóvenes Versolaris de Osinalde (Legazpia, 2021)[13]
- Campeonato de Vizcaya de Versolaris (Bilbao, 2022)[14][15][16]
- XXX Premio de Jóvenes Bertsolaris (2022)[17][18][19]
- Campeonato de Vizcaya de Versolaris (Bilbao, 2023)[20]